# Kaldbakur (Arnarfjörður)
Der Berg Kaldbakur (Arnarfjörður) befindet sich im Nordwesten von Island.

## Geografie
Der Kaldbakur befindet sich zwischen den Fjorden Arnarfjörður und Dýrafjörður. Mit einer Höhe von 998 m ist er der höchste Berg der Region Vestfirðir (Westfjorde).
Kaldbakur liegt etwa in der Mitte der Region in dem Gebirgszug zwischen Dýrafjörður und Arnarfjörður. Er überragt das dortige Haukadalur.

## Tjaldanesvulkan
Auch die Berge südlich von ihm sind sehr steil und zerklüftet von den Gletschern der Eiszeit. Sie gehören zu einem alten Vulkansystem. Dort befindet sich am Arnarfjörður bei Hrafnseyri ein alter erkalteter Zentralvulkan, der Tjaldanesvulkan. Die Gegend wird daher manchmal “westfirdische Alpen” genannt.

## Bergsteigen
Man kann den Berg Kaldbakur vom Fossdalur am Arnarfjörður aus besteigen. Vom Gipfel kann man den Großteil des Hochlandes der Westfjorde überblicken, auch nach Süden bis Snæfellsnes und weiter. Es besteht auch die Möglichkeit, sich oben in ein Gipfelbuch einzutragen.